# Tiberio Muti
Tiberio Muti (ur. 1574 w Rzymie, zm. 14 kwietnia 1636 w Viterbo) – włoski duchowny katolicki, kardynał, biskup Viterbo-Tuscanii.

## Życiorys
19 grudnia 1611 został wybrany biskupem Viterbo-Tuscanii którym pozostał już do śmierci. Sakrę przyjął 21 kwietnia 1612 z rąk kardynała Scipione Caffarelliego-Borghesego (współkonsekratorami byli patriarcha Fabio Blondus de Montealto i biskup Antonio Ricci). 2 grudnia 1615 Paweł V wyniósł go do godności kardynalskiej. Wziął udział w konklawe wybierających Grzegorza XV i Urbana VIII.
W latach 1629–1630 był Kamerlingiem Świętego Kolegium Kardynałów.